# Eo biển Tatar

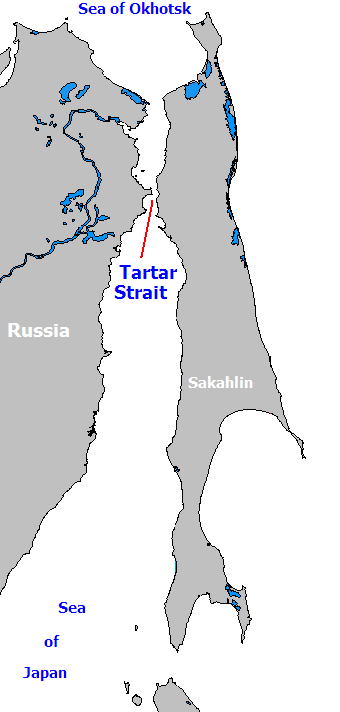
eo biển Tartary nối biển Okhostsk và biển Nhật Bản.

Eo biển Tatar (tiếng Nga: Татарский пролив, tiếng Trung: 韃靼海峽, tiếng Nhật: 間宮海峡) là một eo biển tại Thái Bình Dương, phân tách hòn đảo Sakhalin khỏi lục địa châu Á (Đông-Nam Nga), kết nối biển Okhotsk ở phía bắc với biển Nhật Bản ở phía nam. Eo biển dài 900 km, sâu 4–20 m, và rộng 7,3 km ở điểm hẹp nhất.

## Lịch sử

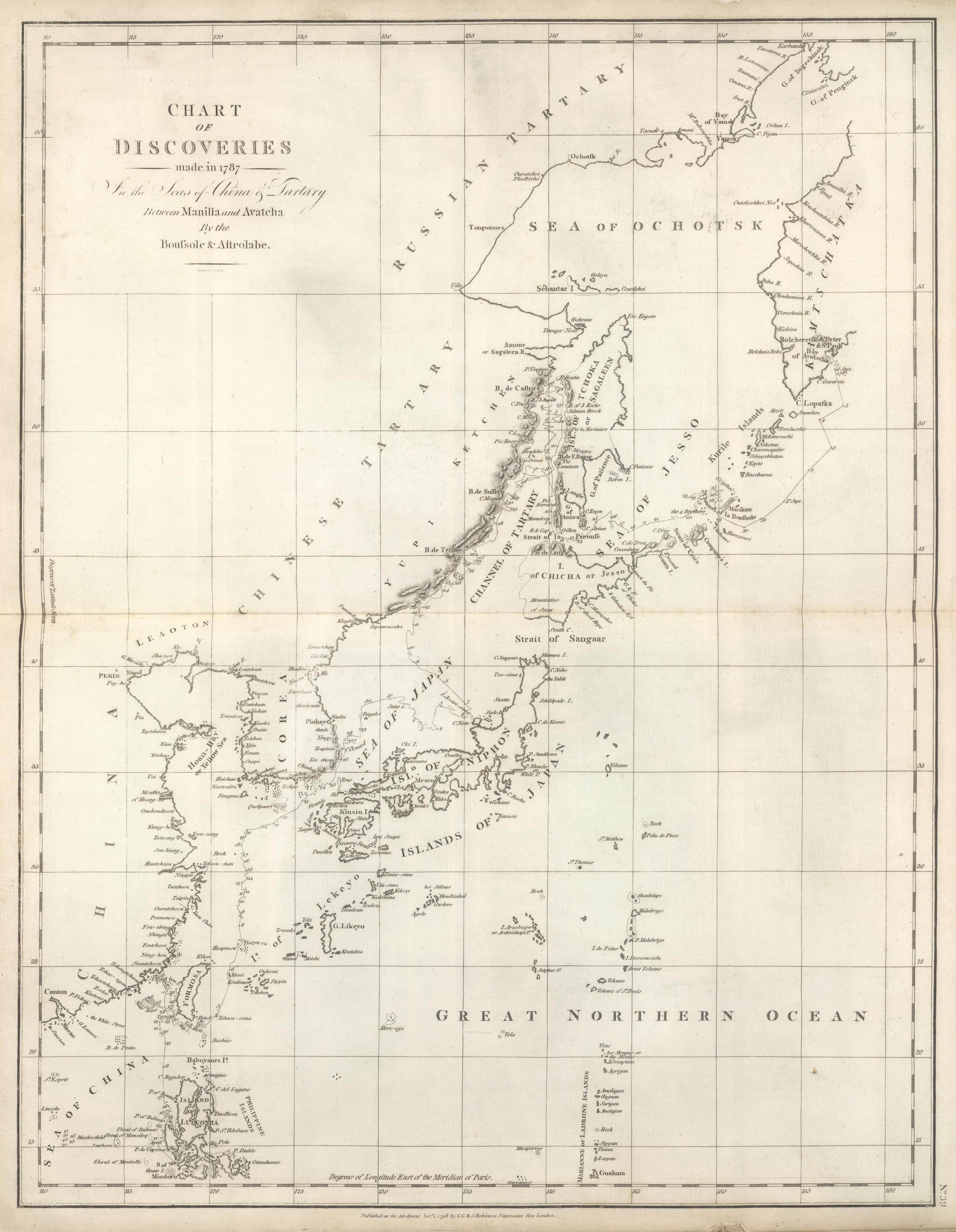
Đường bờ biển của "eo biển Tatar" do La Pérouse vẽ vào năm 1787. Vùng đất phía tây lúc đó được thể hiện với tên "Tatar thuộc Trung Hoa"

Tên gọi người Tatar đã được người châu Âu sử dụng từ lâu để chỉ các dân tộc khác nhau tại Nội Á và Bắc Á. Từ khi người Mãn nổi lên vào năm 1644, tên gọi "Tatar" cũng được dùng để chỉ họ, và Mãn Châu (và Mông Cổ) được người châu Âu gọi là "Tatar thuộc Trung Hoa". Theo đó, khi La Pérouse vẽ hải đồ hầu hết eo biển giữa Sakhalin và "Tatar thuộc Trung Hoa" lục địa vào năm 1787, vùng nước này nhận được tên gọi eo biển (hay vịnh) Tatar.
Tại Nhật Bản, eo biển được gọi theo tên của Mamiya Rinzō, người đã viếng thăm eo biển vào năm 1808 cái tên này được Philipp Franz von Siebold sử dụng trong cuốn sách Nippon: Archiv zur Beschreibung von Japan (1832–54) của ông.
Trên các bản đồ tiếng Nga, phần hẹp nhất của eo biển (phía nam của cửa sông Amur) được gọi là eo biển Nevelskoy, theo tên Đô đốc Gennady Nevelskoy, người đã thám hiểm khu vực vào năm 1848; vùng nước ở phía bắc, tức nơi sông Amur đổ ra, được gọi là Liman Amur; và tên gọi "eo biển Tatar" dành cho vùng nước lớn nhất, ở phía nam của eo biển Nevelskoy.
Eo biển Tatar là một câu đố với những nhà thám hiểm châu Âu từ đó, khi tiếp cận từ phía nam, eo biển ngày càng trở nên nông giống như đỉnh của một vịnh. Năm 1787, La Pérouse đã quyết định không mạo hiểm và trở về phía nam mặc dù người dân địa phương đã nói với ông rằng Sakhalin là một hòn đảo. Năm 1797, William Broughton cũng đã xem Tartar là một vịnh và trở về phía nam. Năm 1805 Adam Johann von Krusenstern đã thất bại trong việc thâm nhập eo biển từ phía bắc. Cuộc hành trình của Mamiya Rinzō vào năm 1808 ít được người châu Âu biết đến. Gennady Nevelskoy đã vượt qua eo biển từ phía nam vào năm 1848. Người Nga đã giữ bí mật này và sử dụng nó để trốn tránh một hạm đội Anh trong Chiến tranh Krym.

### Lịch sử gần đây
S-117 là một Tàu ngầm lớp Shchuka Liên Xô đã bị thất lạc vào khoảng ngày 15 tháng 12 năm 1952 mà không rõ nguyên nhân tại eo biển Tatar thuộc biển Nhật Bản. Thuyền có thể đã va chạm với một tàu chiến hoặc một thủy lôi. Toàn bộ 47 thuyền viên đã thiệt mạng trong vụ tai nạn này.
Phần đông nam của eo biển Tatar là nơi đã diễn ra một trong các sự kiện căng thẳng nhất trong Chiến tranh Lạnh, đó là vào ngày 1 tháng 9 năm 1983, Chuyến bay số 007 của Korean Air Lines Flight chở theo 269 người bao gồm một nghị sĩ Hoa Kỳ đang tại nhiệm là Larry McDonald, đã đi lạc vào không phận Liên Xô và bị máy bay đánh chặn Su-15 tấn công ngay phía tây đảo Sakhalin. Chiếc máy bay đã rơi xuống vùng đất duy nhất trên eo biển là đảo Moneron. Một tàu nghiên cứu hải quân của Hoa Kỳ với sự giúp đỡ của các tàu Nhật Bản và Hàn Quốc đã tiến hành tìm kiếm trên diện tích 225 dặm vuông Anh (580 km2) tại eo biển ở phía bắc đảo Moneron.

## Đề xuất đường đắp cao năm 1956
Năm 1956, chính phủ Liên Xô đã đề xuất xây dựng một đường đắp cao tại eo biển Tatar để chặn nước lạnh chảy vào biển Nhật Bản và do đó làm tăng nhiệt độ ở khu vực xung quanh vùng biển Nhật Bản. Người Nga tuyên bố rằng điều này sẽ làm tăng nhiệt độ của biển Nhật Bản lên 35°.

## Giao thông

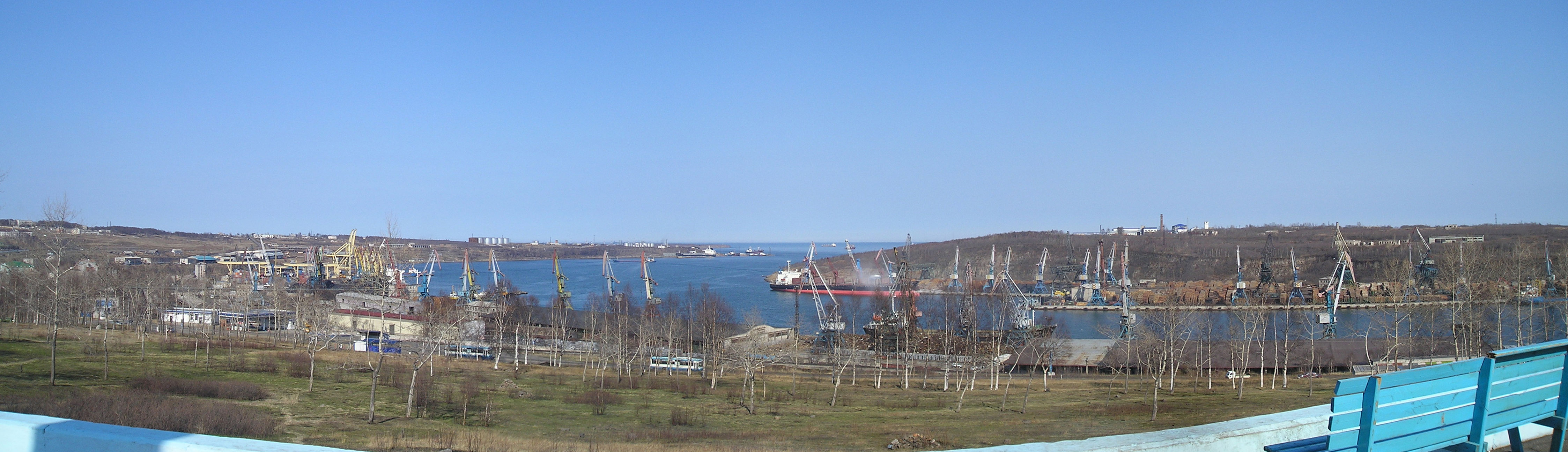
Vanino, một cảng quan trọng trên eo biển Tatar

Từ năm 1973, một tuyến phà đường sắt đã hoạt động trên eo biển, kết nối cảng Vanino trên lục địa với Kholmsk trên đảo Sakhalin.
Nếu nhìn trên bản đồ, người ta có thể nghĩ rằng eo biển Tatar sẽ cung cấp một tuyến kết nối thuận tiện cho tàu thuyền đi lại giữa biển Nhật Bản và biển Okhotsk, như từ Vanino đến Magadan. Tuy nhiên, tàu của SASCO, tức công ty hoạt động vận chuyển trên tuyến hàng hải này, hiếm khi đi theo đường như vậy. Tuyến đường thông thường vào mùa đông từ Vanino đến Magadan là qua eo biển Tsugaru, và vòng qua Hokkaido; tuyến đường thông thường vào mùa hè là qua eo biển La Pérouse và vòng qua miền nam Sakhalin. Chỉ khi quay trở lại từ Magadan đến Vanino với tải trọng thấp và trong thời tiết tốt thì các tàu mới đi dọc theo tuyến ngắn nhất này.
Một đường hầm bên dưới eo biển để cung cấp một tuyến đường bộ hoặc/và đường sắt kết nối giữa Sakhalin và lục địa đã được bắt đầu dưới thời Joseph Stalin, song đã bị bãi bỏ không hoàn toàn sau khi ông qua đời. Trong thời gian gần đây, một số chính tị gia đã kêu gọi phục hồi kế hoạch xây dựng đường hầm hoặc xây một cây cầu..